# A Pata da Gazela
A Pata da Gazela é um romance do escritor brasileiro José de Alencar, publicado em 1870.

## Enredo
A história gira em torno de Horácio, Leopoldo, Laura e Amélia.
Horácio, rapaz jovem e sedutor, vê quando o lacaio das lindas garotas derruba um pé de um par de botinas de pelica e seda, pequeninas e mimosas e apaixona-se pela dona dos pés desconhecidos. Leopoldo, que estava na mesma rua, vê de relance Amélia e apaixona-se pelo seu sorriso, mesmo após um vislumbre dos pés disformes que ele pensa serem os dela. A partir deste acaso, a trama se desenvolve num triângulo amoroso entre Horácio, Amélia e Leopoldo.
A pata da gazela é uma obra de Alencar que demonstra como o amor deve ser guiado pela alma, como Leopoldo e não pela aparência, como Horácio. 

## Temas
Escrito mais de 10 anos depois de Cinco Minutos e A Viuvinha, A Pata da Gazela retoma o tema do romance urbano, porém com um amadurecimento que revela a assimilação, por parte do autor, de parte da crítica que recebeu dos autores realistas. O próprio Alencar (em Como e por que Sou Romancista) aponta o livro como o início de sua fase madura, inclusive tendo adotado o pseudônimo de "Sênio"
Ao explorar a indefinição de Amélia entre o tímido Leopoldo e o sedutor Horácio, Alencar inverte a trama do conto A Cinderela: no seu romance, é a jovem, cobiçada por seu pé formoso, quem vai escolher o mais adequado entre seus pretendentes. Ajudada pela amiga Laura, ela põe os dois à prova para identificar aquele que tem a virtude de amá-la por suas características morais, e não apenas pela beleza física. 
O autor cita explicitamente uma outra referência clássica: a fábula O leão amoroso de Jean de La Fontaine. Horácio, o "leão" da Rua do Ouvidor, se vê domado pela sua paixão."O leão deixou que lhe cerceassem as garras; foi esmagado pela pata da gazela."

## Influência
O romance foi revisitado por Glauco Mattoso na paródia A Planta da Donzela (2005), em que a história é reescrita de forma a salientar a atração fetichista de Horácio e Leopoldo pelos pés de Amélia.